# Maria Macrì
Maria Macrì (Casabona, 17 gennaio 1967) è un'ex calciatrice e allenatrice di calcio italiana, di ruolo attaccante e centrocampista, responsabile tecnico della squadra femminile della Pro Sesto nella stagione 2021/2022.

## Allenatore
Consegue i suoi primi titoli di allenatore in Svizzera mentre gioca al Rapid Lugano: inizia con il diploma di istruttore di calcio per bambini nel 2001 per poi ottenere nel 2005 il diploma di istruttore giovani calciatori UEFA C con metodo GAG, che le permette di allenare le Under 18 e 19 ma soprattutto ad essere il vice allenatore della prima squadra femminile per 5 anni. Nel 2010, sempre in Svizzera, ottiene il diploma di istruttore giovani calciatori UEFA B con metodo GAG.
Tornata in Italia, le viene affidata la panchina delle Azalee di Gallarate in Serie C, incarico che mantenne per una stagione e mezza fino all'inizio di dicembre 2009 per poi andare a Milano ad allenare le nerazzurre dell'Inter Milano in Serie B.
Sono significative esperienze che la portano ad arrivare ad allenare in categoria superiore, la Serie A2, la stagione successiva. Iscrittasi a Coverciano al corso UEFA A ad ottobre 2015, lo consegue a fine gennaio 2016. Il 4 gennaio 2022 le è stata assegnata la guida tecnica della squadra femminile della Pro Sesto, impegnata nel campionato di Serie B 2021-22, subentrando ad Andrea Ruggeri e prendendo la squadra in zona retrocessione.

## Palmarès

### Club
- Coppa Italia Serie B: 1

Libertas: 1981

### Competizioni giovanili
- Campionato Primavera: 2

1983, 1985